# Varenna
Varenna is een plaats in de Italiaanse regio Lombardije en behoort tot de provincie Lecco.
De schilderachtige plaats is gelegen aan de oostelijke oever van het Comomeer bij de monding van de rivier Esino. Het plaatsje telt vele nauwe steegjes met trappen en heeft een kleine oude vissershaven. Het belangrijkste bouwwerk in het dorp is de kerk San Giorgio uit 1313 met zijn hoge klokkentoren. De kerk is een basiliek met drie schepen uit de 14e eeuw. Binnenin de kerk bevinden zich kunstwerken uit het eind van de vijftiende en de zestiende eeuw. Verder een groep standbeelden in gekleurd steen, die de kruisafneming van Jezus voorstellen. Op de voorgevel van het gebouw bevindt zich een fresco van San Cristoforo. 

## Bezienswaardigheden
Er zijn verschillende bezienswaardigheden in de nabijheid:
- De promenade langs het meer
- Castello di Vezio
- Villa Monastero en Villa Cipressi
- De bron van de Fiumelatte

## Verkeer en vervoer
Varenna heeft een station, het station Varenna-Esino-Perledo, dat net over de grens in de buurgemeente Perledo gelegen is. Dit station ligt aan de spoorlijn Tirano-Lecco
Door Varenna loopt de SP72, een kustweg langs de oostkust van het Comomeer. Op deze weg heeft Varenna een aansluiting en deze weg loopt ter hoogte van het dorp voor een groot deel door een tunnel.
Vanuit Varenna vaart een autoveerboot op en neer naar Cadenabbia op de westelijke oever. Er zijn geregelde bootverbindingen met de plaatsen Menaggio en Bellagio.

## Afbeeldingen

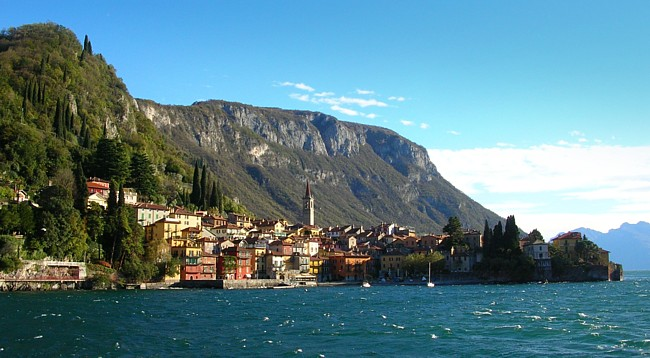
Varenna vanaf het meer gezien
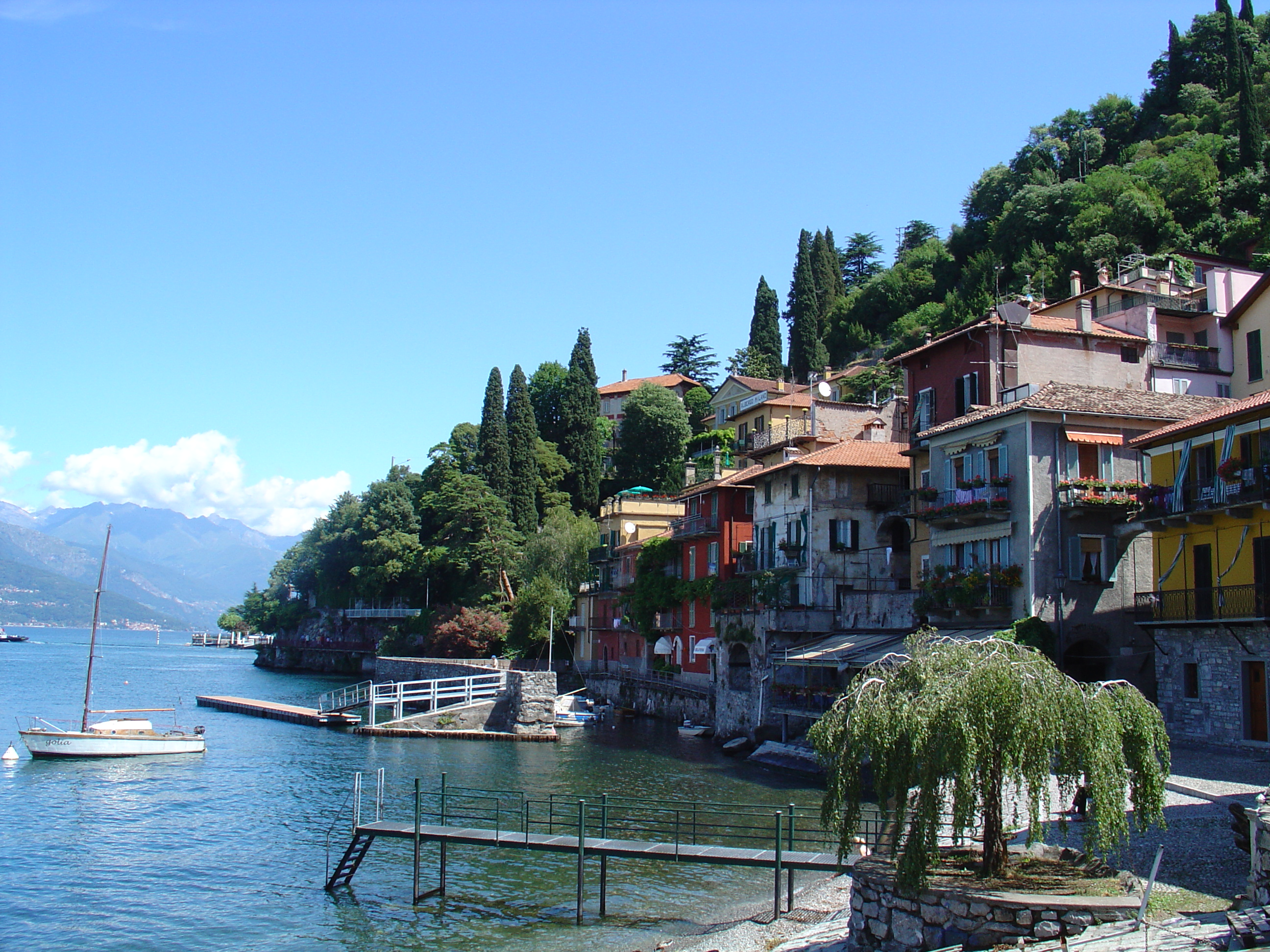
Varenna
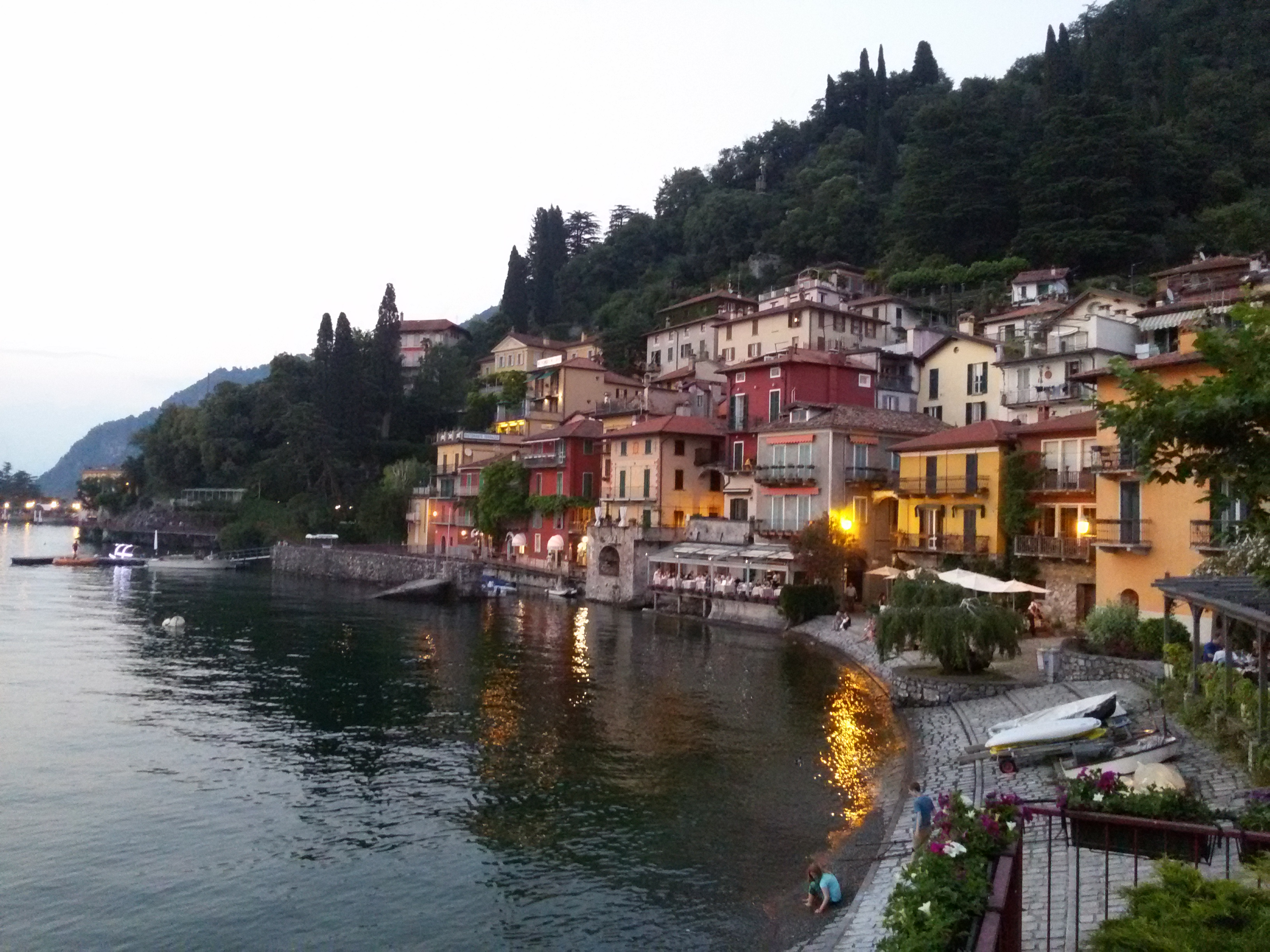
Varenna
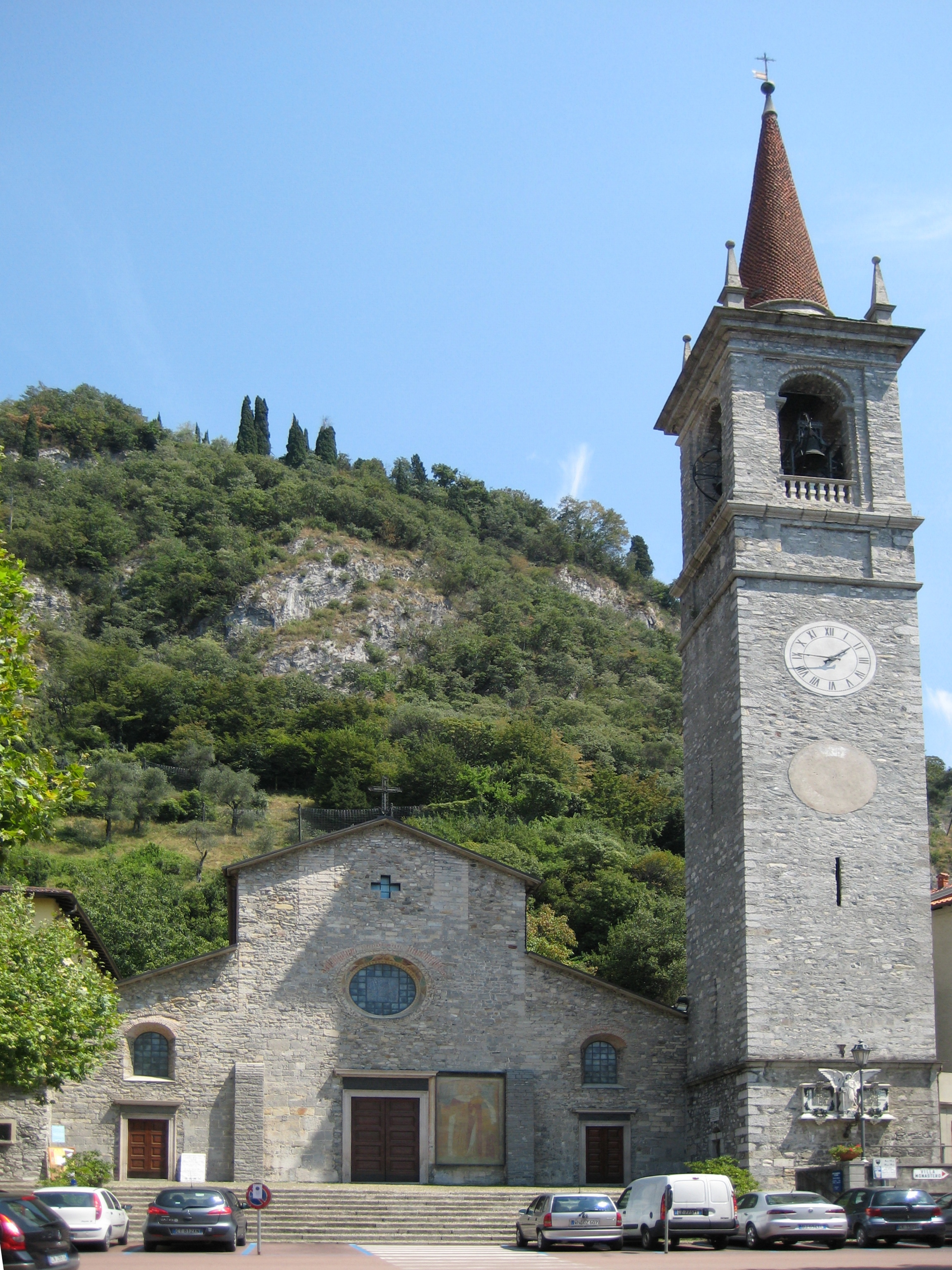
Kerk San Giorgio